# Condado de Union (Tennessee)
El condado de Union (en inglés: Union County, Tennessee), fundado en 1850, es uno de los 95 condados del estado estadounidense de Tennessee. En el año 2000 tenía una población de 17.808 habitantes con una densidad poblacional de 31 personas por km². La sede del condado es Maynardville.

## Geografía
Según la Oficina del Censo, el condado tiene un área total de 640 km² (247,1 mi²), de la cual 579 km² (223,6 mi²) es tierra y 61 km² (23,6 mi²) es agua.

### Condados adyacentes
- Condado de Claiborne norte
- Condado de Grainger este
- Condado de Knox sur
- Condado de Anderson suroeste
- Condado de Campbell noroeste

## Demografía
En el 2000 la renta per cápita promedia del condado era de $27,335, y el ingreso promedio para una familia era de $31,843. El ingreso per cápita para el condado era de $13,375. En 2000 los hombres tenían un ingreso per cápita de $26,436 contra $18,665 para las mujeres. Alrededor del 19.60% de la población estaba bajo el umbral de pobreza nacional.

## Lugares

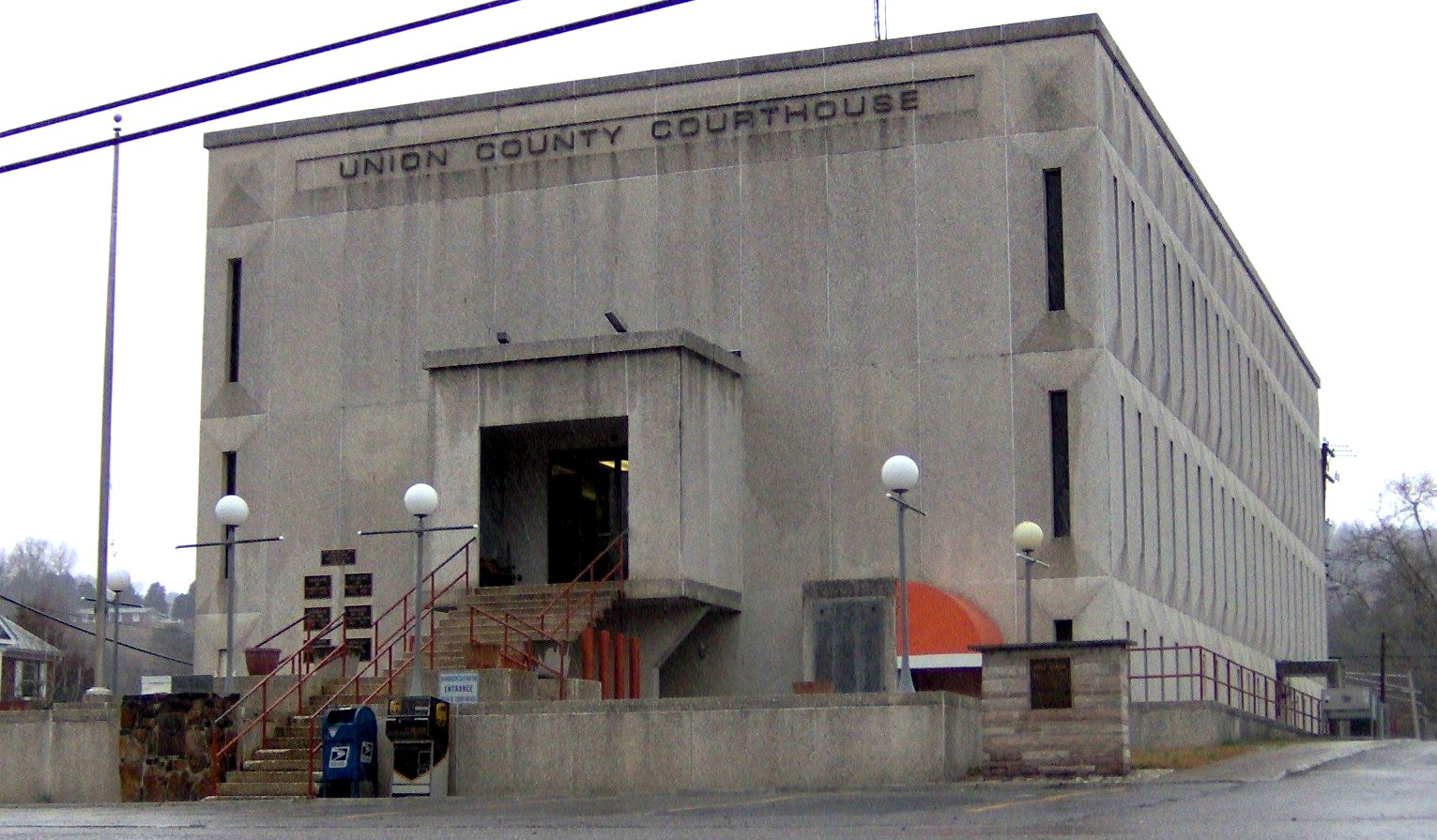
Corte del Condado de Unión en Maynardville

### Ciudades y pueblos
- Luttrell
- Maynardville
- Plainview

### Comunidades no incorporadas
- Braden
- Sharps Chapel